# تانیا بیکر
تانیا اِی. بیکر یک زیست‌شیمی‌دان آمریکایی است که در حال حاضر استاد زیست‌شناسی در مؤسسه فناوری ماساچوست است و پیش‌تر ریاست دانشکده زیست‌شناسی این مؤسسه را بر عهده داشته است. او مدرک کارشناسی خود را در رشته بیوشیمی از دانشگاه ویسکانسین-مدیسن و دکترای خود را در رشته بیوشیمی از دانشگاه استنفورد زیر نظر آرتور کورنبرگ دریافت کرد. بیکر در سال ۱۹۹۲ به هیئت علمی مؤسسه فناوری ماساچوست پیوست و پژوهش‌های او بر سازوکار و تنظیم جابه‌جایی عناصر ژنتیکی و پروتئین‌های شاپرون متمرکز است. او عضو فرهنگستان ملی علوم ایالات متحده آمریکا، هموند فرهنگستان آمریکایی علوم و هنرها و از سال ۱۹۹۴ یکی از پژوهشگران مؤسسه پزشکی هوارد هیوز (HHMI) بوده است.

## تحصیلات
تانیا بیکر فعالیت‌های پژوهشی اصلی خود را زمانی آغاز کرد که دانشجوی تحصیلات تکمیلی در دانشگاه استنفورد شد. در زمان ورود او به استنفورد، پژوهش‌هایی برای جداسازی ۲۵ آنزیم و پروتئین مختلف انجام شده بود. مشخص شده بود که نقش این آنزیم‌ها و پروتئین‌ها، کمک به رونویسی دی‌ان‌ای در توالی‌های خاصی از کروموزوم است، اما نقش دقیق هر یک از آنزیم‌ها و پروتئین‌ها هنوز مشخص نشده بود. آزمایش‌هایی برای بررسی این موضوع در شرایط برون‌تنی انجام شده بود، اما هنوز آزمایش‌هایی در شرایط درون‌تنی انجام نگرفته بود. بیکر در نهایت به کشف مراحل متوالی‌ای کمک کرد که هر آنزیم و پروتئین برای آغاز رونویسی دی‌ان‌ای درون‌تنی انجام می‌دهند. او این پژوهش‌ها را در دوره کارشناسی ارشد و دکترای خود انجام داد.

## حرفه
او پژوهش‌های پسادکترای خود را با کیوشی میزواوچی در مؤسسه ملی سلامت ایالات متحده انجام داد. این بار، پژوهش او بر روی ترانسپوزون‌های دی‌ان‌ای متمرکز بود. ترانسپوزون‌های دی‌ان‌ای، که به آن‌ها «ژن‌های پرنده» نیز گفته می‌شود، می‌توانند در کروموزوم جابه‌جا شوند و خود را در توالی‌های متفاوت دی‌ان‌ای وارد کنند. این توانایی برای انعطاف‌پذیری دی‌ان‌ای و تضمین تنوع ترکیب‌های ژنی بسیار مهم است. این ترانسپوزون‌ها همچنین می‌توانند منبع جهش‌ها باشند، اما گاهی موجب پایداری بیشتر برخی توالی‌های دی‌ان‌ای نیز می‌شوند. یکی از جنبه‌های مهم برخی ترانسپوزون‌ها این است که می‌توانند به باکتری‌ها در تبادل ژن‌های مقاومت به آنتی‌بیوتیک کمک کنند. بیکر روی یکی از این ترانسپوزون‌ها به نام ترانسپوزون مو که در ئی. کولی یافت می‌شود تمرکز کرد.
بیکر در نهایت مؤسسه ملی سلامت را ترک کرد تا به عنوان پژوهشگر مستقل در مؤسسه فناوری ماساچوست فعالیت کند. او در آن‌جا کشف کرد که ترانسپوزون‌های مو رفتاری مشابه ترانسپوزون‌ها و رتروترانسپوزون‌هایی دارند که با مقاومت باکتری‌ها مرتبط هستند. رتروترانسپوزون‌ها ابتدا توالی ژنی متحرک را به آران‌ای رونویسی می‌کنند و سپس این آران‌ای دوباره به دی‌ان‌ای بازنویسی می‌شود، و این دی‌ان‌ای جدید در نقطه‌ای دیگر از کروموزوم وارد می‌شود. بیکر از طریق پژوهش بر روی این ترانسپوزون‌های مختلف، بررسی خود را به سوی آن‌فولدازها گسترش داد؛ این‌ها نوعی از پروتئین‌های شاپرون هستند. آن‌فولدازها وظیفه دارند پروتئین‌های درون سلول را باز کرده یا تجزیه کنند. برخی از آن‌فولدازها با ترانسپوزون‌ها مرتبط‌اند، چرا که پروتئین‌هایی آزاد می‌کنند که در فرایند جابه‌جایی ژنتیکی کمک می‌کنند. زمانی که این پروتئین‌ها آزاد می‌شوند، جابه‌جایی توالی دی‌ان‌ای متوقف می‌شود و بیکر می‌خواست بداند چه عاملی باعث رها شدن این پروتئین‌ها از دی‌ان‌ای می‌شود.
در حال حاضر، تمرکز اصلی پژوهش‌های بیکر بر روی همین آن‌فولدازها است. او به‌طور ویژه روی خانواده آن‌فولدازهای AAA+ کار می‌کند و پژوهش‌های گسترده‌ای دربارهٔ آن‌فولداز ClpX انجام داده است. در کنار آن‌فولدازها، او بر روی آداپتورها نیز کار می‌کند که نوعی از پروتئین‌ها هستند و به آن‌فولدازها کمک می‌کنند. خانواده AAA+ در تمام موجودات زنده وجود دارد و نقش مهمی در تنظیم فعالیت پروتئین‌ها درون سلول‌ها ایفا می‌کند. آن‌فولدازها به نابودسازی پروتئین‌هایی که آسیب دیده‌اند یا بیش از اندازه تجمع یافته‌اند کمک می‌کنند. آن‌ها برای اطمینان از بازیافت درست پروتئین‌ها و کاهش نیاز سلول‌ها به اسیدآمینه‌های تازه بسیار اهمیت دارند. بیکر تلاش دارد تا درک کند که این آن‌فولدازها چگونه کار می‌کنند و چگونه توسط سلول‌ها کنترل می‌شوند.